# Lucas Pittinari
Lucas Abel Pittinari (n. Laborde, Córdoba, 30 de noviembre de 1991) es un futbolista y abogado argentino. Juega como volante central en el Club Atlético Temperley de la Primera Nacional de Argentina.

## Biografía
Su padre Roberto es abogado y su madre Edit es profesora de escuela secundaria. Su hermano menor, Agustín juega en la Reserva de Belgrano. En el año 2022 se recibió de abogado.

## Trayectoria
Comenzó en el Club Recreativo del pueblo con apenas 4 años de edad, a medida que pasaba el tiempo, lo fueron ubicando como mediocampista. En 2006, un amigo de Jorge Guyón (DT de las inferiores de Belgrano), lo seguía en los partidos de Recreativo. Lo probaron dos veces y al año siguiente, ya se sumó al fútbol juvenil. En su primer año en Belgrano jugó para Liga Cordobesa. En la Quinta de AFA, le llegó el llamado a la Selección Juvenil. 
Llega al Club Atlético Belgrano en 2007 y hace su debut oficial el 2 de octubre de 2010 en un 3-0 ante Independiente Rivadavia por el torneo Primera B Nacional. Torneo en el que Belgrano asciende de categoría con Lucas teniendo apariciones en el primer equipo.
Convierte su primer gol el 16 de septiembre de 2012 en un 2-0 ante Arsenal de Sarandí ya en la máxima división de Argentina.
Jugó en Belgrano 73 partidos y en busca de mayor continuidad se marcha a la MLS para jugar en Colorado Rapids. Allí disputó 29 partidos anotando un gol.
Tras su actuación en Estados Unidos es fichado por Club Atlético Tigre y regresa al país. 
Posterior a esto tuvo un paso en Deportes La Serena entre 2018 y 2019. 
En 2020 fue fichado por el NK Tabor Sežana, de Eslovenia, en el cual jugó 6 partidos y no anotó goles. Volvió a Argentina, para jugar en Temperley en el año 2021, en este actualmente disputó 28 partidos y anotó 1 gol.

## Clubes
| Club                | País           | Año           | PJ | Goles |
| ------------------- | -------------- | ------------- | -- | ----- |
| Belgrano            | Argentina      | 2009-2014     | 73 | 2     |
| Colorado Rapids     | Estados Unidos | 2015          | 30 | 1     |
| Tigre               | Argentina      | 2016          | 7  | 0     |
| Atlético de Rafaela | Argentina      | 2016-2018     | 32 | 3     |
| Deportes La Serena  | Chile          | 2018-2019     |    |       |
| NK Tabor Sežana     | Eslovenia      | 2020          | 6  | 0     |
| Temperley           | Argentina      | 2021-presente | 32 | 1     |

 Actualizado al último partido disputado el 9 de mayo de 2022.

## Palmarés

### Logros
| Ascenso   | Club     | Sede         | Año  |
| --------- | -------- | ------------ | ---- |
| Promoción | Belgrano | Buenos Aires | 2011 |

| Torneo              | Club            | Sede          | Año  |
| ------------------- | --------------- | ------------- | ---- |
| Copa Rocky Mountain | Colorado Rapids | Commerce City | 2015 |